# Memorial Rik Van Steenbergen 2004
Il Memorial Rik Van Steenbergen 2004, quattordicesima edizione della corsa, si svolse l'8 settembre 2004 su un percorso di 201 km, con partenza e arrivo ad Aartselaar. Fu vinto dal belga Tom Boonen della Quick Step davanti al suo connazionale Niko Eeckhout e al tedesco Ralf Grabsch.

## Ordine d'arrivo (Top 10)
| Pos. | Corridore           | Squadra                          | Tempo    |
| ---- | ------------------- | -------------------------------- | -------- |
| 1    | Tom Boonen          | Quick Step                       | 4h19'00" |
| 2    | Niko Eeckhout       | Lotto-Domo                       | s.t.     |
| 3    | Ralf Grabsch        | Team Wiesenhof                   | s.t.     |
| 4    | Gerben Löwik        | Chocolade Jacques-Wincor Nixdorf | s.t.     |
| 5    | Oscar Laguna Garcia | Relax-Bodysol                    | s.t.     |
| 6    | Tom Steels          | Landbouwkrediet-Colnago          | a 1'16"  |
| 7    | Jeremy Hunt         | MrBookmaker-Palmans              | s.t.     |
| 8    | Julien Smink        | Bankgiroloterij                  | s.t.     |
| 9    | Dmitriy Fofonov     | Cofidis                          | s.t.     |
| 10   | Aart Vierhouten     | Lotto-Domo                       | s.t.     |